# Dallas Long
Dallas Crutcher Long (13. června 1940 Pine Bluff – 10. listopadu 2024 Montana) byl americký atlet, olympijský vítěz ve vrhu koulí.
Byl předním světovým závodníkem ve vrhu koulí na přelomu padesátých a šedesátých let 20. století. K jeho největším rivalům patřili další američtí vrhači Parry O'Brien a Bill Nieder. Prohrál s nimi na olympiádě v Římě a obsadil zde třetí místo. Celkem sedmkrát zlepšil světový rekord ve vrhu koulí - až na 20,68 m. Na olympiádě v Tokiu v roce 1964 neměl konkurenci a zvítězil.